# Cerastis juncta
Cerastis juncta är en fjärilsart som beskrevs av Barend J. Lempke 1964. Cerastis juncta ingår i släktet Cerastis och familjen nattflyn. Inga underarter finns listade i Catalogue of Life.